# Escompte bancaire
 (avril 2017).
Si vous disposez d'ouvrages ou d'articles de référence ou si vous connaissez des sites web de qualité traitant du thème abordé ici, merci de compléter l'article en donnant les références utiles à sa vérifiabilité et en les liant à la section « Notes et références ».
L'escompte bancaire est une opération de crédit à court terme, par laquelle des effets de commerce sont transférés au banquier qui procède en contrepartie à leur paiement immédiat, déduction faite des intérêts et des commissions. Le banquier peut alors réendosser les effets de commerce escomptés, ou les encaisser à son profit. Le terme escompte désigne à la fois l'opération juridique et le montant des retenues opérées par le banquier endosseur sur le montant de l'effet de commerce.

## La convention d'escompte
Le banquier et son client concluent une convention d'escompte qui précise le nombre d'effets à endosser, et la rémunération perçue par le banquier. Cette convention assimile généralement la date de l'opération d'escompte à la date de remise de l'effet, et précise le mode d'acceptation de l'effet par le banquier (soit par une inscription du montant de l'effet au crédit du compte du bénéficiaire cédant, soit par la remise d'un reçu ou bordereau d'escompte).
La rémunération du banquier (escompte) comprend les intérêts calculés sur le montant de l'effet et les commissions facturées au remettant, au titre des charges du banquier et des services rendus au client. Les éléments de la rémunération doivent être détaillés dans le bordereau ou la convention d'escompte. À défaut, le taux d'intérêt sera limité au taux d'intérêt légal.

## La remise de l'effet
Après remise des titres par le bénéficiaire, le banquier cessionnaire devient propriétaire des titres remis par l'effet de l'endossement translatif, sous réserve de leur acceptation. Le banquier acquiert alors tous les droits cambiaires attachés au titre et les sûretés affectées à la garantie de la créance. La remise emporte transfert immédiat du montant de l'effet au remettant, déduction faite de la rémunération du banquier cessionnaire.

## Le dénouement de l'opération d'escompte
À l'issue de la remise de l'effet et de son endossement translatif par le banquier, le débiteur tiré doit payer à l'échéance fixée dans l'effet de commerce escompté. En l'absence de paiement du tiré, le banquier porteur dispose de recours différents, selon que l'escompte intervient dans le cadre d'un compte courant ou en dehors d'un compte courant avec le remettant.

### L'escompte en dehors du compte courant
Lorsque l'escompte intervient en dehors d'un compte courant du remettant, le banquier cédé et porteur de la traite escomptée peut exercer les recours cambiaires attachés au titre escompté.

### L'escompte dans le cadre du compte courant
Dans le cadre d'un compte courant avec le remettant, le banquier porteur peut engager les recours cambiaires contre le tiré défaillant ou bien  l'effet impayé. La contrepassation consiste à inscrire le montant nominal de l'effet impayé au débit du compte courant du remettant. Lorsque le compte courant est clôturé à l'échéance de la traite impayée, le banquier peut contrepasser l'effet par une inscription en compte du montant nominal de l'effet impayé, et obtenir paiement sur le solde positif du compte courant clôturé.